# Air Navette
Air Navette is een Congolese luchtvaartmaatschappij met haar thuisbasis in Kinshasa.

## Geschiedenis
Air Navette is opgericht in 2000 met behulp van de Oegandese overheid om vluchten uit te voeren in de Oostelijke provincies van Congo. Van 2001 tot 2003 werden alle activiteiten gestaakt.
De airline staat op de Europese zwarte lijst en mag niet naar landen van de EU vliegen.

## Vloot
De vloot van Air Navette bestaat uit:(april 2007)
- 1 Antonov AN-12BP